# جورجي أنجيلوف
جورجي أنجيلوف (بالبلغارية: Георги Ангелов)‏ (12 نوفمبر 1990 في بلغاريا - ) هو لاعب كرة قدم بلغاري في مركز الوسط. لعب مع ليفسكي صوفيا وPFC Bansko ‏ وFC Montana ‏.

## وصلات خارجية
- جورجي أنجيلوف على موقع الاتحاد الأوربي (الإنجليزية)
- جورجي أنجيلوف على موقع قاعدة بيانات كرة القدم.إي يو (الإنجليزية)
- جورجي أنجيلوف على موقع ناشيونال فوتبول تيمز (الإنجليزية)
- جورجي أنجيلوف على موقع Soccerway.com (الإنجليزية)